# Marciniuki
Marciniuki – dawna wieś, obecnie na Białorusi w rejonie kamienieckim obwodu brzeskiego w sielsowiecie Wierzchowice, przy samej granicy z Polską. Leżała na północ od Opaki Małej.

## Historia
W okresie międzywojennym Marciniuki znajdowały się w powiecie brzeskim województwa poleskiego II Rzeczypospolitej, w gminie Wierzchowice. W 1921 roku liczba mieszkańców wynosiła 22.
Po II wojnie światowej znalazła się w strefie granicznej z ZSRR (BSRR) i została zlikwidowna.